# United States Pacific Fleet
De United States Pacific Fleet (USPACFLT) is een onderdeel van de Amerikaanse Strijdkrachten en staat onder commando van het United States Pacific Command. De thuisbasis is Pearl Harbor (Hawaï) onder leiding van de Commander Pacific Fleet (COMPACFLT), een viersterren-admiraal. Tot 24 oktober 2002 had de commandant de titel Commander-in-Chief Pacific Fleet (CINCPACFLT).
De Pacifische Vloot werd gecreëerd in 1907, toen het Asiatic Squadron en het Pacific Squadron gecombineerd werden. In 1910 werden de schepen van het Eerste Squadron teruggeorganiseerd tot een aparte Asiatic Fleet. De Generale Order van 6 december 1922 organiseerde de United States Fleet, met de Battle Fleet als aanwezigheid in de Grote Oceaan.
De moderne incarnatie van de vloot dateert van het splitsen van de United States Fleet in de Atlantic Fleet en de Pacific Fleet, voor de Tweede Wereldoorlog.
Tot mei 1940 was deze eenheid gestationeerd aan de westkust van de Verenigde Staten. Tijdens de zomer van dat jaar, als onderdeel van de Amerikaanse reactie op de Japanse Expansie, kreeg het de instructies een vooruitgeschoven post in te nemen in Pearl Harbor, Hawaï. Plaatsing voor langere tijd in Pearl werd dusdanig tegengewerkt door de commandant, Admiraal James O. Richardson, dat hij persoonlijk protesteerde in Washington. Hij werd daarop vervangen door Admiraal Husband E. Kimmel, die ook het commando had ten tijde van de aanval op Pearl Harbor.

## Samenstelling van de Pacific Fleet in mei 1941
Op dat moment bestond de vloot uit negen slagschepen, drie vliegdekschepen, twaalf zware kruisers, acht lichte kruisers, 50 torpedobootjagers, 33 onderzeeërs en 100 patrouillebommenwerpers. Dit was ongeveer de sterkte van de eenheid tijdens de Japanse aanval op Pearl Harbor.

## Huidige samenstelling
Anno 2007 bestaat de Pacific Fleet uit de 3rd en 7th Fleet, samen met de Naval Air Force (Pacific), Naval Surface Forces (Pacific), Naval Submarine Forces (Pacific) en andere eenheden.